# Roman I.
Roman I. (* pred 1100 na Koroškem; † 3. april 1167, Krka), je bil od 1131 do 1167 škof v Krški škofiji. Zgradil je grad Štrosburg in Baziliko v Krki na Koroškem. 

## Življenje in delo
Roman je izhajal iz salzburško-štajerske ministerialne družine iz Lipnice. Njegovo rojstno mesto je bilo na Koroškem, Radoviče (nem.: Radweg) ali Štrebuncji (nem: Willersdorf) pri Gospe Sveti na Koroškem. Leta 1116 je bil prvič omenjen kot prošt kolegiatskega kapitlja v Maria Saal. Od leta 1124/1115 je bil naddekan na Koroškem in tudi nadškofov dvorni kaplan v Salzburgu. Bil je tudi vzgojitelj kasnejših koroških vojvod  Ulrika in Henrika. Roman je bil močno prežet s štaufovsko idejo viteškega ideala. Bil je tudi osebni prijatelj salzburškega nadškofa Konrada I. in nemškega cesarja Friderika I. Barbarosse.
Leta 1131 je nadškof Konrad Roman imenoval za četrtega krškega škofa. Od leta 1136 je bil tudi koadjutor ostarelega Konrada. Pogosto je posredoval v sporih in uravnovešal, in tako je tudi končal dolgotrajni spor z Oglejskim patriarhatom in patriarhatu priznal desetino na njegovih imetjih na ozemlju Salzburške nadškofije in Krške škofije. V številnih priložnostih je zastopal ali spremljal nadškofa po celotni nadškofiji, kot so bila cerkvena in samostanska posvetovanja.
Korak v smeri urejanja vzpostavitve kapitlja pri baziliki je Roman za knezoškofijo Krka dosegel, da je Konrad leta 1144 knezoškofiji, kot kasneje nastali na ozemlju nadškofije, priznal desetino mlajši, leta 1072 ustanovljeni škofiji, kar so dotlej nadškofi zavračali. Leta 1145 je škofija celo "prikrila" dokument papeža Lucija II., v katerem je podelil krški škofiji, čeprav brez pravne podlage in brez posledic, svobodno izbiro škofov, proštov in odvetnikov. Pri izvolitvi Eberharda I. kot naslednika Konrada na salzburškem nadškofovskem mestu je Roman leta 1147 sodeloval enakopravno z drugimi podrejenimi škofi. Nadalje je ohranil svoj vplivni položaj v nadškofiji, kjer se pogosto pojavlja kot priča, svetovalec in posrednik nadškofu.
Prav tako leta 1147 je bil prvič omenjen grad Štrosburg v dokumentu, ki ga je izdal Roman, in gradja je bila takrat že končana. Takrat je bila dograjena tudi bazilika, katere gradnja se je začela po letu 1140. Drugi gradovi, ki jih je dal zgraditi škof Roman I., so bili Grad Pöckstein, Grad Prežin (pri Celju) in Wolkenburg (pri Obli Gorici pri Gabrovki pri Litiji). Leta 1155 je škof Roman od grofov bratov Bertolda in Hartvika Bogenskih kupil grad in gospostvo Dobrna (tudi kot Neuhaus ali Novo castro). Leta 1158 je Roman za odvetnika škofije pridobil Koroškega vojvodo Henrika Koroškega, in mu v fevd podelil grad Grabštajn. 
Leta 1160 je bil Roman vpleten v vojno z dvema sorodnika grofice Heme Selške, (ne Heme Krške), ker nista želela priznati grofične volje, v kateri je škofiji zapustila svoje posesti. Škof Roman je leta 1162 od vojvode Hermana kupil grad in gospostvo Črni grad ali Hohenwart, ki mu ga je takoj dal nazaj v fevd. Cesar Friderik je sredi svojega boja s papežem Aleksandrom III. leta 1162 izdal zaščitno pismo škofu Romanu, v katerem je potrdil pravico svobodne izvolitve škofa v škofiji. Izbor besed v dokumentu razkriva Friderikovo veliko spoštovanje do Romana, ki ga v zvezi z zvestobo salzburškega nadškofa papežu Aleksandru imenuje za "njegovega spoštovanega kneza, ki mu je namenjena posebna ljubezen in priznanje".
Naslednik salzburškega nadškofa Eberharda leta 1164 je bil Konrad II. ki zaradi podpiranja papeža Aleksandra ni dobil regalij od cesarja. To je tudi ogrozilo možnega naslednika ostarelega Romana. Na Dan vseh svetnikov leta 1164 je zato Kapitlju krške bazilike izrecno potrdil, da mu bo tudi v bodoče dal pomembne donacije. Roman je umrl 3. aprila 1167; vendar ga v zadnjih letih njegovega življenja ni več zaslediti v dokumentih. Gotovo je bil eden najpomembnejših krških škofov, če ne celo najpomembnejši.